# Seznam církevních institucí v Brně

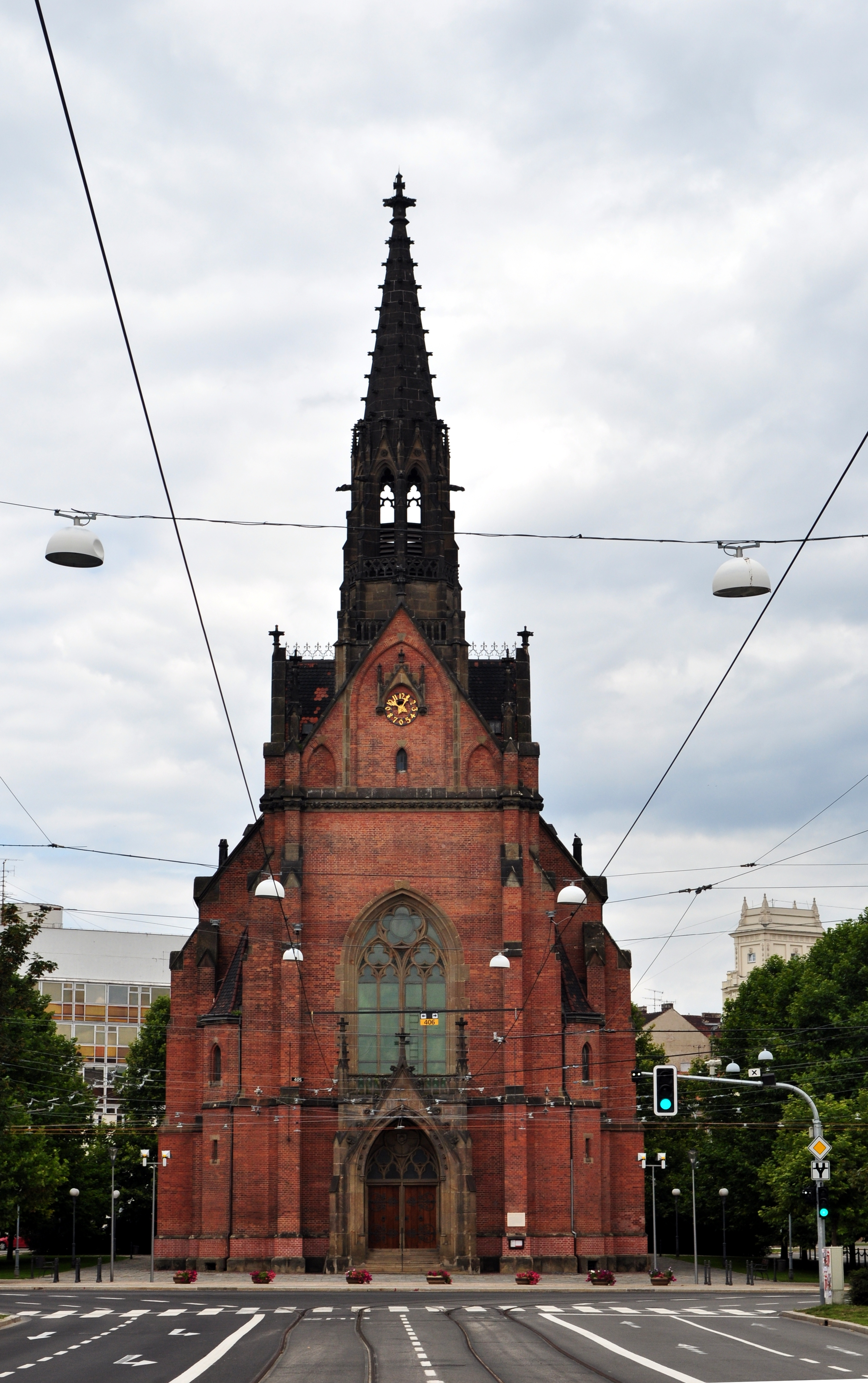
Českobratrský evangelický chrám Jana Amose Komenského

Toto je seznam církevních institucí v Brně. V Brně mají registrované sídlo tři církve a náboženské společnosti, a dále množství farností, církevních sborů a náboženských obcí mnoha dalších církví a náboženských společností, které jsou právnickými osobami evidovanými Ministerstvem kultury České republiky. Seznam je aktuální k září 2022.

## Seznam
- Apoštolská církev
  - sbor Brno (Židenice, ul. Životského)
  - sbor CityHouse Brno (Staré Brno, ul. Hybešova)
- Bratrská jednota baptistů
  - sbor Brno (Veveří, ul. Smetanova)
  - sbor Brno-neslyšících (sídlo mimo Brno: Valašské Meziříčí, Podlesí)
  - sbor Brno-Skála (Veveří, ul. Smetanova)
- Církev adventistů sedmého dne
  - sbor Brno-Lesná (Ponava, ul. Střední)
  - sbor Brno-Olomoucká (Černovice, ul. Olomoucká)
  - sbor Brno-Střední (Ponava, ul. Střední)
- Církev bratrská
  - sbor Brno (Veveří, ul. Kounicova)
  - sbor Brno-Betanie (Štýřice, ul. Kamenná)
  - sbor Brno-Královopolská (Žabovřesky, ul. Královopolská)
- Církev československá husitská
  - brněnská diecéze (ul. Joštova)
    - náboženská obec Brno (Veveří, ul. Botanická)
    - náboženská obec Brno II. (Staré Brno, ul. Nové sady)
    - náboženská obec Brno-Černovice (Černovice, ul. Olomoucká)
    - náboženská obec Brno-Královo Pole (Královo Pole, ul. Svatopluka Čecha)
    - náboženská obec Brno-Maloměřice (Maloměřice, ul. Selská)
    - náboženská obec Brno-Řečkovice (Řečkovice, ul. Vážného)
    - náboženská obec Brno-Tuřany (Tuřany, ul. Vítězná)
    - náboženská obec Brno-Žabovřesky (Žabovřesky, ul. Mezníkova)
    - náboženská obec Brno-Židenice (Židenice, Karáskovo nám.)
- Církev Křesťanská společenství
  - sbor Brno (Veveří, ul. Hoppova)
- Církev řeckokatolická
  - farnost Brno-sv. Josef (ul. Josefská)
  - farnost Brno-sv. Leopold (Štýřice, ul. Vídeňská)
- Církev římskokatolická
  - biskupství brněnské (ul. Petrov)
    - farnost Brno-Bystrc (Bystrc, nám. 28. dubna)
    - farnost Brno-dóm (ul. Petrov)
    - farnost Brno-Husovice (Husovice, ul. Vranovská)
    - farnost Brno-Komárov (Komárov, ul. Černovická)
    - farnost Brno-Komín (Komín, ul. Kristenova)
    - farnost Brno-Královo Pole (Královo Pole, ul. Metodějova)
    - farnost Brno-Křenová (Trnitá, ul. Křenová)
    - farnost Brno-Lesná (Lesná, ul. Nezvalova)
    - farnost Brno-Lískovec (Starý Lískovec, ul. Elišky Přemyslovny)
    - farnost Brno-Líšeň (Líšeň, ul. Pohankova)
    - farnost Brno-Nová Líšeň (Líšeň, ul. Pohankova)
    - farnost Brno-Obřany (Obřany, ul. Fryčajova)
    - farnost Brno-Řečkovice (Řečkovice, ul. Prumperk)
    - farnost Brno-Staré Brno (Staré Brno, Mendlovo nám.)
    - farnost Brno-sv. Augustin (Stránice, nám. Míru)
    - farnost Brno-sv. Jakub (ul. Jakubská)
    - farnost Brno-sv. Janů (ul. Minoritská)
    - farnost Brno-sv. Tomáš (Černá Pole, ul. Lidická)
    - farnost Brno-Tuřany (Tuřany, ul. Hanácká)
    - farnost Brno-Zábrdovice (Zábrdovice, ul. Lazaretní)
    - farnost Brno-Žabovřesky (Žabovřesky, ul. Foerstrova)
    - farnost Brno-Žebětín (Žebětín, Křivánkovo nám.)
    - farnost Brno-Židenice (Židenice, ul. Nopova)
    - farnost Modřice (sídlo mimo Brno: Modřice, ul. Masarykova)
    - farnost Moravany (sídlo mimo Brno: Moravany, ul. Vnitřní)
    - farnost Troubsko (sídlo mimo Brno: Troubsko, ul. Úzká)
    - farnost Veverská Bítýška (sídlo mimo Brno: Veverská Bítýška, ul. Hvozdecká)
    - farnost Vranov u Brna (sídlo mimo Brno: Vranov)
    - duchovní správa Brno-Jezuité (ul. Kozí)
    - duchovní správa Brno-sv. Maří Magdaléna (ul. Františkánská)
    - duchovní správa Brno-sv. Michal (ul. Petrov)
- Církev Slovo života (Staré Brno, ul. Nové sady)
  - sbor Brno (sídlo mimo Brno: Vojkovice, ul. Rajhradská)
- Církev víry
  - sbor Brno (Židenice, ul. Věstonická)
  - sbor Brno-centrum (ul. Novobranská)
- Českobratrská církev evangelická
  - brněnský seniorát (sídlo mimo Brno: Svitavy, Předměstí, ul. Poličská)
    - sbor Brno I (ul. Opletalova)
    - sbor Brno II (Veveří, ul. Lidická)
    - sbor Brno-Husovice (Husovice, ul. Netušilova)
    - sbor Brno-Židenice (Židenice, ul. Konečného)
- Evangelická církev augsburského vyznání v České republice
  - sbor Brno (Stránice, ul. Barvičova)
- Evangelická církev metodistická
  - farnost Brno (Bystrc, ul. Lýskova)
- Federace židovských obcí v České republice
  - obec Brno (Černá Pole, tř. Kpt. Jaroše)
- Kněžské bratrstvo svatého Pia X. (Černovice, Faměrovo nám.)
  - Třetí řád svatého Františka (Černovice, Faměrovo nám.)
- Křesťanské sbory (Židenice, ul. Šámalova)
  - sbor Brno (Židenice, ul. Šámalova)
- Mezinárodní společnost pro vědomí Krišny, Hnutí Hare Krišna
  - centrum Prabhupád Bhavan (Černá Pole, ul. Durďákova)
- Náboženská společnost českých unitářů
  - obec Brno (Ponava, ul. Staňkova)
- Pravoslavná církev v českých zemích
  - olomoucko-brněnská eparchie (sídlo mimo Brno: Olomouc, Masarykova tř.)
    - obec Brno (sídlo mimo Brno: Olomouc, Masarykova tř.)
    - obec Brno Jih (sídlo mimo Brno: Olomouc, Masarykova tř.)
    - obec Brno Sever (sídlo mimo Brno: Olomouc, Masarykova tř.)
- Starokatolická církev v ČR
  - farnost Brno (sídlo mimo Brno: Hostěnice)
- Ústředí muslimských obcí
  - obec Brno (Štýřice, ul. Vídeňská)